# Josef Anton Pfaffinger
Josef Anton Pfaffinger (* 19. Januar 1684 in Laufen; † 3. August 1758 in Salzburg; in historischen Quellen auch Pfäffinger) war ein für die Region bedeutender Bildhauer.

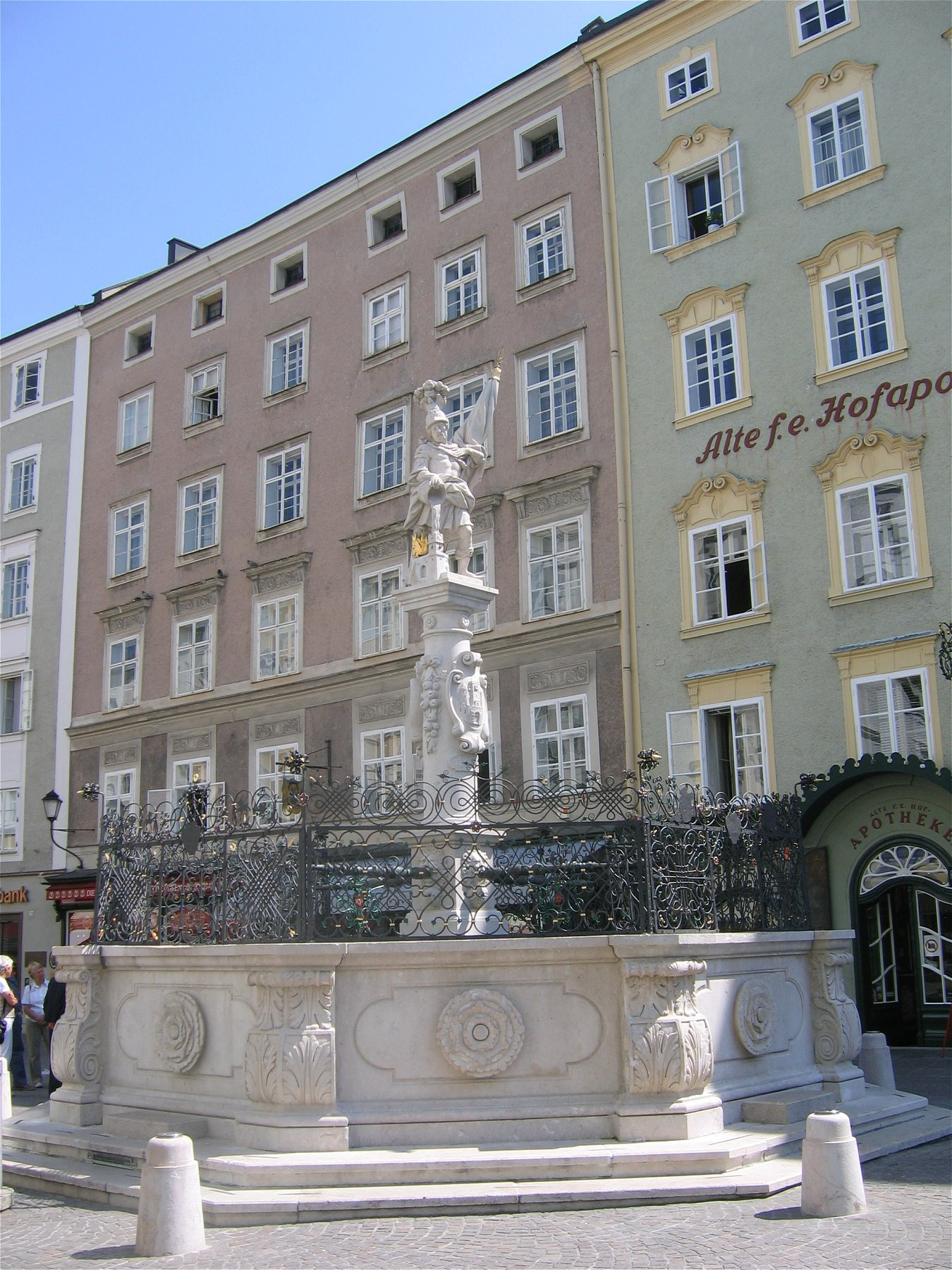
Florianibrunnen am Alten Markt in Salzburg

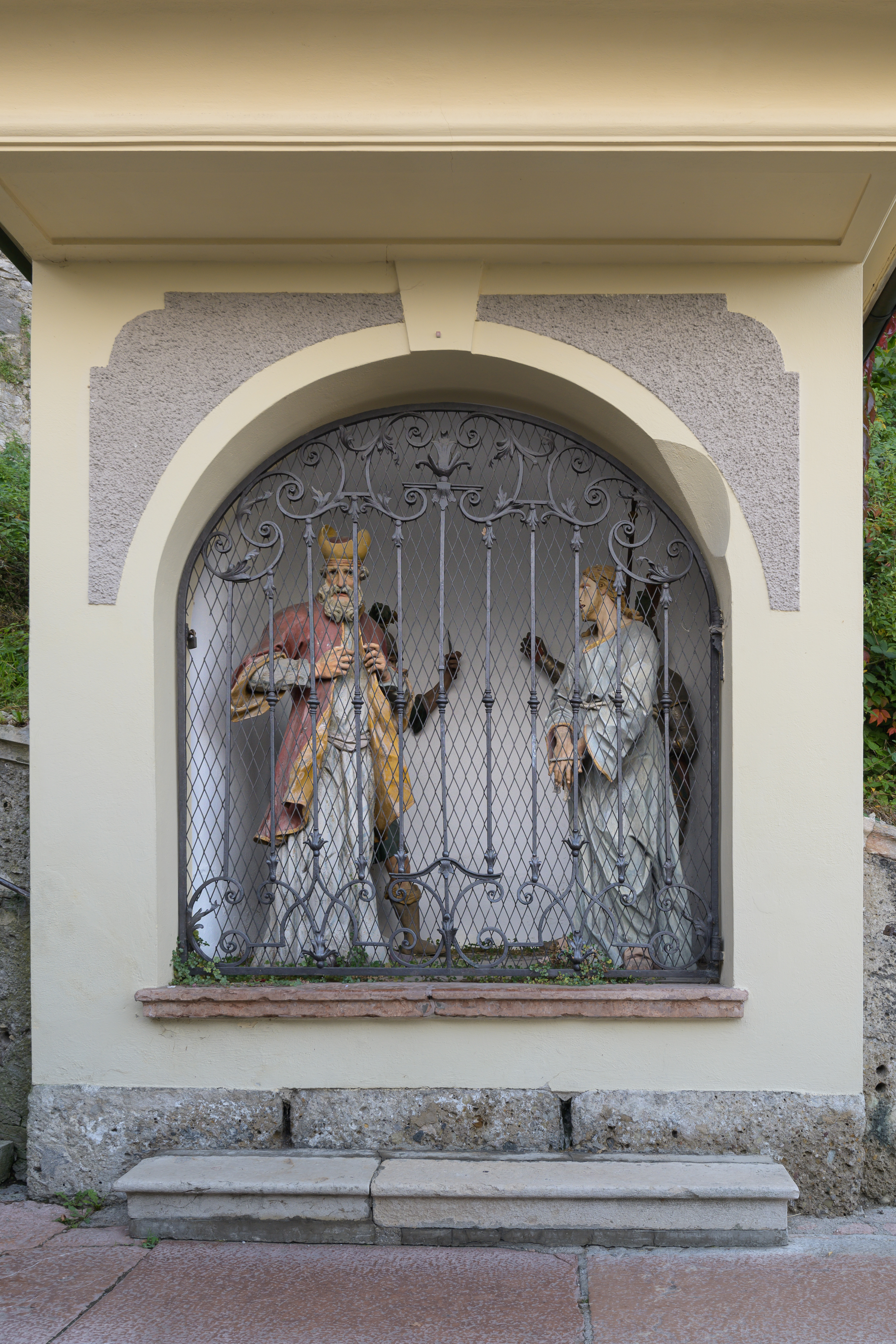
Kreuzwegkapelle am Kalvarienberg in Salzburg

## Leben
Der Geburtsort Pfaffingers gehörte damals zum Fürsterzbistum Salzburg und liegt heute in Oberbayern. Auch sein Vater übte bereits das gleiche Kunsthandwerk aus, arbeitete aber vorwiegend in Holz. Sein Bruder war der in Graz tätige Silberschmied Franz Xaver Pfaffinger. Als Geselle war er bei Meister Johann Baptist Spaz in Kremsmünster tätig, kam er 1716 nach Salzburg, wo er bis zu seinem Tod tätig war. 1718 bekam Pfaffinger die Bürgerrechte der Stadt. Er galt während seiner weiteren Arbeit als bekanntester und begabtester Bildhauer im Land Salzburg. Pfaffinger starb hochgeehrt am 3. August 1758 in Salzburg.

## Werk
Viele der Werke Josef Anton Pfaffingers lehnen sich an bekannte ältere Vorbilder anderer Künstler an und variieren diese, dabei besonders an die seines Schwiegervaters Bernhard Michael Mandl. Oft besticht sein Werk durch hohe Ausdruckskraft und Lebendigkeit, vielfach aber ist seine Arbeit auch gekennzeichnet von bühnenmäßiger Theatralik und Sentimentalität. Nicht selten zeigt sich dabei auch ein zunehmender Verlust an Originalität.
Besonders häufig gestaltete Pfaffinger die damals populäre Figur des heiligen Nepomuk, die er in vielen Variationen ausführte. Solche Figuren stehen in Salzburg bei den Barmherzigen Schwestern an der Salzach (Stadtteil Mülln), an der Brücke über die Glan in Maxglan, beim Leopoldskroner Weiher, weiters eine in Sankt Jakob am Thurn sowie in Oberndorf am Fuß des Kalvarienbergs Maria Bühel gegenüber vom Europasteg. Auch die Kreuzigungsgruppe des Kalvarienbergs gilt als Werk Pfaffingers. 
Die Neptungruppe der Kapitelschwemme am Salzburger Kapitelplatz gestaltete Pfaffinger nach Entwürfen von Georg Raphael Donner. Die Nepomuk-Statue am Leopoldskroner Weiher nimmt Mandels Philipp Benizi als Vorbild, und auch der Petersbrunnen im Priesterhaus neben der Dreifaltigkeitskirche ist nach Motiven von Mandl gefertigt. Das Portal der Sebastiankirche ist nach Franz Anton Danreiter ausgeführt. Bekannte Werke Pfaffingers sind auch der heilige Florian des Brunnens am Alten Markt und viele Figuren der Kalvarienbergkapellen am Kapuzinerberg (auf dem Weg zum dortigen Kloster).